# 尼烏馬馬卡納
尼烏馬馬卡納（法語：Nioumamakana），是馬里的城鎮，位於該國西南部，由庫利科羅區的卡蒂省負責管轄，面積311平方公里，海拔高度481米，2009年人口7,442，人口密度每平方公里24人。